# Holyland
Holyland (ホーリーランド?, Hōrīrando) è un manga di Kōji Mori serializzato su Young Animal di Hakusensha dal 2000 al 2008 e pubblicato in 18 volumi. In Italia il manga è edito da RW Edizioni sotto etichetta Goen dal 7 dicembre 2013 al 7 marzo 2020.
Ha avuto anche un adattamento in un dorama stagionale primaverile in 13 puntate prodotto e trasmesso da TV Tokyo nel 2005, oltre a un remake nel 2012 di matrice coreana.

## Trama
Yuu è un ragazzo di carattere timido, riservato ed un po' impacciato, è la preda perfetta per i bulli della sua scuola. Dopo esser stato costretto a lasciar la scuola a causa delle continue persecuzioni subite, segretamente inizia ad imparare i rudimenti del pugilato da solo chiuso nella sua stanza. Prima di ritrovare un minimo di coraggio per affrontare nuovamente il mondo a testa alta, si isola per quasi un anno e sparisce letteralmente alla vista di tutti i suoi conoscenti.
Cercherà poi di trovare un suo posto all'interno della società, non prima però d'essersi vendicato dei teppisti che l'avevano bullizzato. Ma le sue doti naturali per la lotta di strada fanno nascere la leggenda del "cacciatore di teppisti", attorno a lui inizia ad aleggiare un'aura d'invincibilità. A questo punto Yu non avrà altra scelta per mantenere tale status che continuare a combattere, affrontando avversari sempre più forti e dalle tecniche di combattimento diverse, immergendosi così nel mondo delle arti marziali da strada.

## Personaggi
- Yuu Kamishiro: inizialmente impacciato e debole, dopo essere stato chiuso per un anno nella sua camera ed aver praticato ogni giorno i rudimenti della boxe, riesce a diventare un boxer affermato in strada, guadagnandosi l'appellativo di "cacciatore di teppisti". Grazie alla sua tempra riesce a battere avversari più forti di lui e ad affinare la sua tecnica di combattimento.
- Masaki Izawa: chiamato da tutti "il boss della strada" a causa della sua forza, è uno dei teppisti più ammirati e ricercati. Ha un passato come karateka e come boxer più una conoscenza approfondita di tutte le arti marziali che gli permettono di affrontare qualunque avversario.
- Shinichi Kaneda: un compagno di classe di Yu, inizialmente i due non si parlano ma stringono man mano una salda amicizia. Dopo aver scoperto che Yu è in realtà il cacciatore di teppisti ed essere stato coinvolto in un suo scontro, si allontana da lui per un po' di tempo per poi ritornare sui propri passi. Si fa chiamare Shin-chan.
- Shogo Midorikawa: un karateka studente della Setasho, inizialmente è un avversario di Masaki e Yu. Dopo lo scontro con quest'ultimo però nascerà un'amicizia tra i due, alla quale si affiancherà quella con Shin. Oltre che da amico assume anche il ruolo di maestro verso Yu, a cui insegnerà diverse tecniche basate sui calci.
- Mai Izawa: è la sorella minore di Masaki e compagna di classe di Yu di cui è invaghito poiché le ricorda il fratello.

## Manga
In Giappone il manga è composto da 182 capitoli usciti sulla rivista Young Animal divisi in 18 volumi, usciti tra il 2001 ed il 2008.
In Italia il manga è stato annunciato da Goen durante il Napoli Comicon 2013 e pubblicato in due edizioni distinte: una per sole fumetterie e una per le edicole, con l'unica differenza la presenza della sovraccoperta per la prima edizione. Il primo volume è stato pubblicato il 7 dicembre 2013 mentre l'ultimo il 7 marzo 2020.
| Nº | Data di prima pubblicazione | Data di prima pubblicazione | Data di prima pubblicazione | Data di prima pubblicazione |
| Nº | Giapponese                  | Giapponese                  | Italiano                    | Italiano                    |
| -- | --------------------------- | --------------------------- | --------------------------- | --------------------------- |
| 1  | 29 giugno 2001              | ISBN 4-592-13741-8          | 7 dicembre 2013             | ISBN 978-88-6712-175-5      |
| 2  | 29 novembre 2001            | ISBN 4-592-13742-6          | 11 gennaio 2014             | ISBN 978-88-6712-190-8      |
| 3  | 26 aprile 2002              | ISBN 4-592-13743-4          | 1º febbraio 2014            | ISBN 978-88-6712-205-9      |
| 4  | 27 settembre 2002           | ISBN 4-592-13744-2          | 29 marzo 2014               | ISBN 978-88-6712-211-0      |
| 5  | 28 marzo 2003               | ISBN 4-592-13745-0          | 26 aprile 2014              | ISBN 978-88-6712-223-3      |
| 6  | 29 settembre 2003           | ISBN 4-592-13746-9          | 24 maggio 2014              | ISBN 978-88-6712-223-3      |
| 7  | 27 febbraio 2004            | ISBN 4-592-13747-7          | 19 luglio 2014              | ISBN 978-88-6712-239-4      |
| 8  | 29 novembre 2004            | ISBN 4-592-13748-5          | 30 agosto 2014              | ISBN 978-88-6712-251-6      |
| 9  | 29 marzo 2005               | ISBN 4-592-13749-3          | 27 settembre 2014           | ISBN 978-88-6712-260-8      |
| 10 | 28 aprile 2005              | ISBN 4-592-13750-7          | 13 dicembre 2014            | ISBN 978-88-6712-276-9      |
| 11 | 28 ottobre 2005             | ISBN 4-592-14311-6          | 28 febbraio 2015            | ISBN 978-88-6712-284-4      |
| 12 | 29 marzo 2006               | ISBN 4-592-14312-4          | 25 aprile 2015              | ISBN 978-88-6712-307-0      |
| 13 | 29 agosto 2006              | ISBN 4-592-14313-2          | 13 maggio 2015              | ISBN 978-88-6712-323-0      |
| 14 | 29 gennaio 2007             | ISBN 978-4-592-14314-7      | 7 aprile 2017               | ISBN 978-88-6712-661-3      |
| 15 | 29 giugno 2007              | ISBN 978-4-592-14315-4      | 26 ottobre 2019             | ISBN 978-88-6712-600-2      |
| 16 | 29 novembre 2007            | ISBN 978-4-592-14316-1      | 9 novembre 2019             | ISBN 978-88-6712-798-6      |
| 17 | 29 aprile 2008              | ISBN 978-4-592-14317-8      | 8 febbraio 2020             | ISBN 978-88-6712-839-6      |
| 18 | 29 luglio 2008              | ISBN 978-4-592-14318-5      | 7 marzo 2020                | ISBN 978-88-6712-892-1      |

## Altri media
La serie è stata adattata nel 2005 da TV Tokyo in un drama da 13 episodi, con Yu Kamishiro interpretato da Yūma Ishigaki.
Inoltre ha avuto anche un remake dalla OCN, una emittente coreana, di 4 episodi andati in onda tra il 7 ed il 28 aprile 2012, con la stessa trama ma ambientata in Corea.